# 화이트 러쉬
화이트 러쉬(White Rush)는 미국에서 제작된 마크 L. 레스터 감독의 2003년 범죄, 스릴러 영화이다. 쥬드 넬슨 등이 주연으로 출연하였고 데이너 두보브스키 등이 제작에 참여하였다.

## 출연

### 주연
- 쥬드 넬슨
- 루이스 맨다이어

### 조연
- 산드라 비달
- 데보라 조
- 트리시아 헬퍼
- 찰리 슈래터
- 테일러 쉐리던
- 톰 라이트
- 에디 베레즈
- 제이슨 케언스
- 제임스 픽켄스 주니어
- 아이보 커차리다
- 대니 아로요

## 제작진
- 공동제작: 피터 제이 클로서